# 金獅寮
金獅寮，原寫為金獅藔，是臺灣嘉義縣竹崎鄉的一個傳統地域名稱，位於該鄉北部偏東。相較於今日行政區，其範圍大致包括金獅村、仁壽村。

## 歷史
台灣日治初期，金獅寮地區為一街庄（舊制），稱為「金獅藔庄」，隸屬於大目根堡。當時該庄西北以牛稠溪支流科底溪及一小段陸界與緞厝藔庄為鄰，北與大坪庄、生毛樹庄為鄰，東北與科仔林庄為鄰，東南邊為大湖庄，西南邊以一小段陸界及牛稠溪另一支流崎腳溪與樟樹坪庄為界，西邊一小段以崎腳溪與瓦厝埔庄為界。
1901年（日治明治三十四年）11月11日，全台設置二十廳，該庄隸屬於嘉義廳。1904年（明治三十七年）2月15日，該庄編入「竹頭崎區」，隸屬於嘉義廳。1909年（明治四十二年）10月25日，全台整併二十廳為十二廳，該庄仍隸屬於嘉義廳。1910年（明治四十三年）1月18日，該庄改編入「鹿蔴產區」，仍隸屬於嘉義廳。
1912年（明治四十五年）1月24日，嘉義廳嘉義東堡新設一街庄（舊制），稱為「糞箕湖庄」，並編入「鹿蔴產區」。該庄係拆自原大湖庄的東大半部（尖崠仔山以東）及原公田庄的東北部（巃頭坪以北），同時將原公田庄的北部最西端一塊地也併入大湖庄。此時金獅藔庄的東南鄰變成新設的糞箕湖庄，僅餘南邊一小段與分割後的大湖庄為鄰。
1920年（大正九年），全台廢十二廳改設五州二廳，金獅藔庄改制並雅化為「金獅寮」大字，隸屬於臺南州嘉義郡竹崎庄（新制街庄）。
戰後竹崎庄改制為竹崎鄉，隸屬於臺南縣，大字亦改制為村。1950年10月，雲、嘉、南分治，竹崎鄉改隸屬於嘉義縣。

## 聚落
本地區發展較早的聚落有金獅藔、芉蓁坑、出水坑、塘湖、交力坪、風吹嘔等，在日治期初期的官方地圖上已有記載。

## 交通
阿里山林業鐵路又稱「阿里山森林鐵路」，主線由嘉義通往阿里山，在本地區設有交力坪車站、水社寮車站，均屬招呼站。該鐵路主線因部分路段損毀，目前僅營運嘉義至十字路區間，兩座車站均位於此區間內。
縣道166號是東石至瑞里的道路，經過本地區東南端。由該道路（大方向）西行可前往竹崎鄉竹崎市區、民雄鄉、新港鄉、六腳鄉、東石鄉，並止於縣道168號轉角路口；東行經過一段竹崎鄉境後可前往梅山鄉的瑞里，並止於縣道162甲線路口。

## 學校
- 金獅國小（已廢校）
- 仁壽國小（已廢校）
- 龍山國小仁光分校（已廢校）